# FLUX
FLUX è stato un canale musicale di MTV che trasmetteva principalmente musica alternativa. È stato ufficialmente inaugurato l'8 aprile 2006 e ha cessato le trasmissioni il 20 novembre dello stesso anno, sostituito da QOOB.

## Storia

### Gli inizi
Alla mezzanotte tra il 1° e il 2 novembre 2005, FLUX inizia a trasmettere dei video musicali di musica alternativa quale rock, dance, elettronica e simili, senza alcuno spot pubblicitario. L'emittente trasmette sulla televisione analogica terrestre utilizzando le ex frequenze di Telemarket-Elefante TV, che erano state cedute a Telecom Italia Media intorno all'1:00 del 1º novembre. 
Le trasmissioni sperimentali comprendevano videoclip di musica sperimentale o alternativa (generalmente non inerenti alle classifiche del momento, e tutto fuorché allineati coi meccanismi di heavy rotation visibili su altri canali tematici) alternati a contributi di spirito, quali l'Andy Milonakis Show.
Durante i primi mesi di attività del canale, su vari forum televisivi si scatena una vera e propria "caccia al nome" dell'emittente, che non era chiaramente identificabile in assenza di comunicazioni ufficiali. In particolare, era presente sullo schermo un logo di rete animato, composto da linee spezzate che alternavano varie lettere poco decifrabili (fra cui una F, una L, una X); il feed satellitare dell'emittente era invece identificato XXXX, e lo stesso nome appariva durante i test notturni di trasmissione in digitale terrestre. Era poi noto che il canale fosse di proprietà di Telecom Italia Media, che gestiva anche MTV e LA7, e ciò, unito al fatto che risultava raggiungibile il sito mtv2.it, lasciava supporre che il nuovo canale potesse chiamarsi MTV2. Un altro segno della derivazione dell'emittente da MTV era il notiziario, intitolato X-News e caratterizzato dalla stessa forma e dalla stessa grafica (oltre che dalle stesse notizie) dei notiziari flash trasmessi su MTV.
Il nome con maggiore visibilità era tuttavia YOS ("Your Open Source"), dal sito ufficiale dell'emittente. Chiunque lo frequentasse si rendeva conto che la rotazione musicale sull'emittente non seguiva una scaletta precisa, bensì le proposte dei visitatori del sito, il quale proponeva tra le altre cose una chat/tagboard in cui fare annunci o richieste.

### Il lancio ufficiale
Prima del lancio ufficiale del canale, cominciò ad apparire una serie di misteriosi promo sia su MTV che su LA7 riguardanti FLUX, con una varietà di sottofondi musicali. Alcuni di questi erano:
- Arctic Monkeys - I Bet You Look Good on the Dancefloor
- The Chemical Brothers - The boxer
- Röyksopp - 40 years back/come
- Sigur Rós - Hoppípolla
- Spoon - I turn my camera on
- System of a Down - Hypnotize

Al termine del videoclip comparve una linea spezzata in continuo movimento, in alto a destra sullo schermo. Inoltre, alcuni piccoli annunci recavano una data e un'ora: 07 aprile 2006, ore 24.00.
Durante la giornata del 7 aprile l'emittente, ancora senza nome in sovrimpressione, non trasmise alcun videoclip, bensì un countdown che terminava proprio alla mezzanotte.
Al termine del conto alla rovescia, andò in onda lo spot ufficiale del programma, caratterizzato dal claim (ripreso assai spesso durante l'intera vita del canale) Do you know that everything comes from the source? ("Sai che tutto deriva dalla sorgente?"), diffuso con Hoppipolla dei Sigur Rós come sottofondo musicale. FLUX si presentava subito come un progetto multipiattaforma, in stretta collaborazione con MTV Italia. Dopo il claim, fu mandato in onda uno spot della serie Sammy says e il primo videoclip: When you wasn't famous di The Streets.
Venne nel contempo ufficializzato il nome dell'emittente, FLUX, che era motivato attraverso un video dei Basement Jaxx dal quale erano stati catturati alcuni screenshot in cui si mostravano le lettere "F", "L", "U" e "X". Il marchio di rete a linee spezzate animate, già descritto sopra, mostrava ora più chiaramente le lettere "F", "L", "U", e "X", non necessariamente in quest'ordine.
Per gli oltre sette mesi di vita del canale, sono stati alternati 24 ore su 24 video musicali a video "user-generated" (liberamente caricati dagli utenti attraverso il sito web dell'emittente) e brevi spezzoni umoristici di produzione statunitense. FLUX, proprio come il suo nome suggeriva, era un flusso continuo di clip, senza spot pubblicitari né presentazione da parte di un vj.

### L'oscuramento
Al termine di una lunga diatriba – sviluppatasi in gran parte nei canali telematici di comunicazione – sulla liceità che Telecom Italia Media possedesse una terza rete in evidente sfida alla legge Gasparri, le trasmissioni in analogico lasciarono il posto il 20 novembre 2006 a un cartello che indicava il passaggio al digitale di FLUX, con il nuovo nome di QOOB, e le istruzioni per seguirlo. Via satellite e sul digitale terrestre invece la programmazione di Flux rimase invece momentaneamente visibile unitamente al cartello informativo. Alla mezzanotte del 29 novembre al posto del cartello cominciarono le trasmissioni di QOOB sul mux TIMB 1; inizialmente il canale era anche visibile in analogico in alcune zone, finché la digitalizzazione delle frequenze ex FLUX non fu terminata nei giorni/settimane successivi.
Un canale chiamato MTV Flux esiste in Giappone ed è esistito, fino al 1º febbraio 2008, anche nel Regno Unito, rimpiazzato però da MTV One +1.